# Centrale hydraulique de Niederaichbach

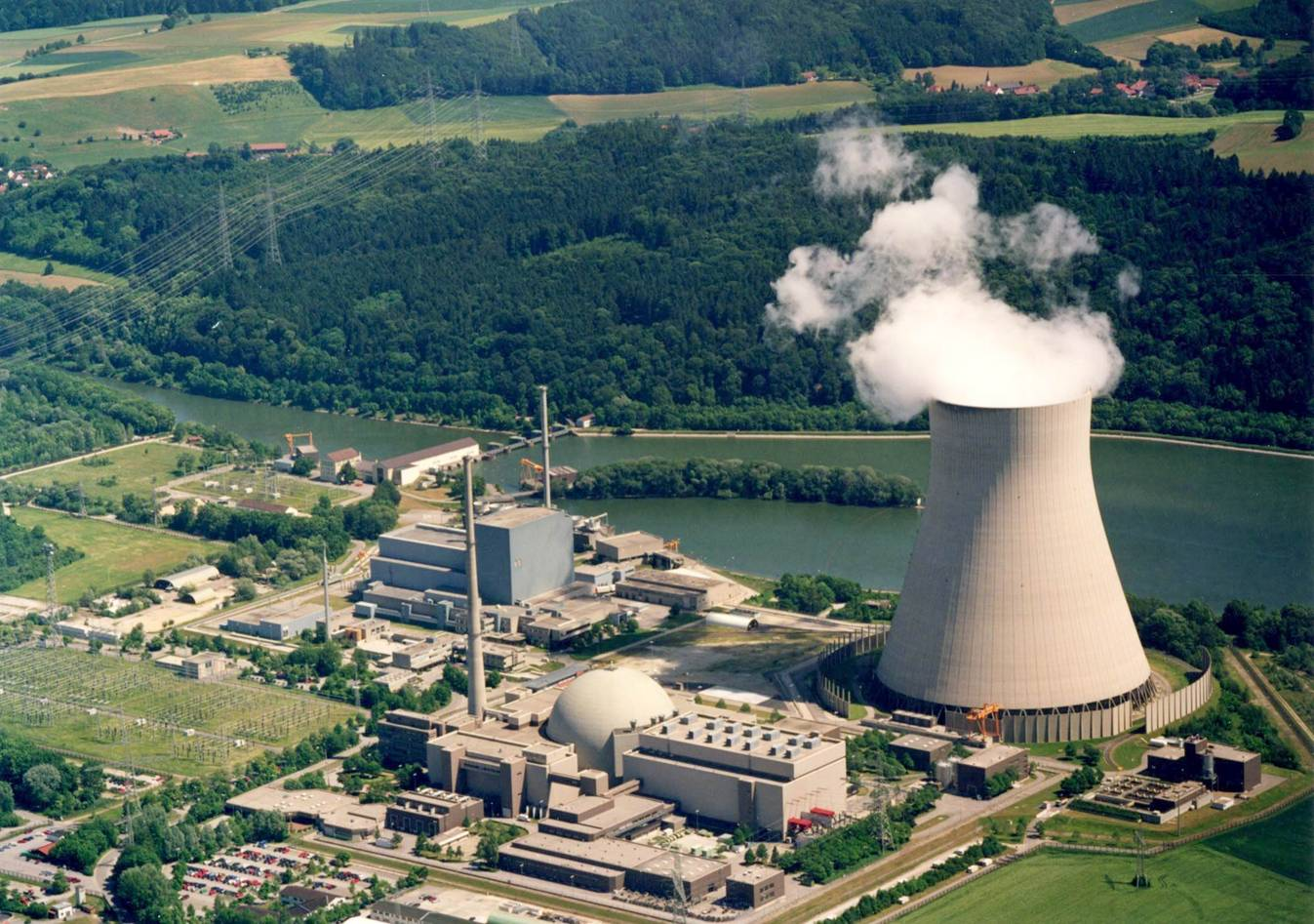
Vue aérienne de la centrale hydraulique (en arrière-plan, derrière la centrale nucléaire).

La centrale hydraulique de Niederaichbach est un barrage hydroélectrique sur l'Isar.

## Description
La centrale se trouve sur la commune de Niederaichbach en Basse-Bavière et a été ouverte en 1951. La puissance électrique de la centrale s'élève à 16,1 Mégawatt d'après l'exploitant E.ON. 
À proximité du barrage se trouve la centrale nucléaire Isar.